# حیله‌رود
حیله‌رود روستایی از بخشِ زیباشهر، شهرستانِ البرز، استانِ قزوین در کشورِ ایران است.

## جمعیت
این روستا در دهستان حصارخروان قرار دارد و براساس سرشماری مرکز آمار ایران در سال ۱۳۸۵، جمعیت آن ۷۲ نفر (۲۶خانوار) بوده‌است.